# Charaxes chepalungu
Charaxes chepalungu är en fjärilsart som beskrevs av Van Someren 1969. Charaxes chepalungu ingår i släktet Charaxes och familjen praktfjärilar. Inga underarter finns listade i Catalogue of Life.